# Грушечник пучкуватий
{{#ifeq:0|0|{{#if:Entosthodon fascicularis|{{#if:|[[]}}|[[]]}}}}
Грушечник пучкуватий (Entosthodon fascicularis) — вид мохів порядку скрученіжкальних (Funariales).

## Поширення
Батьківщиною є Європа, Північна Америка.
Населяє піщаний ґрунт; від помірних до високих висот.

## Характеристика
Рослини 2–5 мм, жовто-зелені. Листки в сухому стані зігнуті досередини, довгасті до оберненояйцюватих, черепицеподібні, дещо увігнуті, здебільшого 2–3 мм. Коробочкові ніжки з віком червонувато-коричневі, 8–10 мм, прямі. Коробочка кулясто-грушоподібна з вузькою шийкою. Спори 24–32 мкм.